# حجر طيني

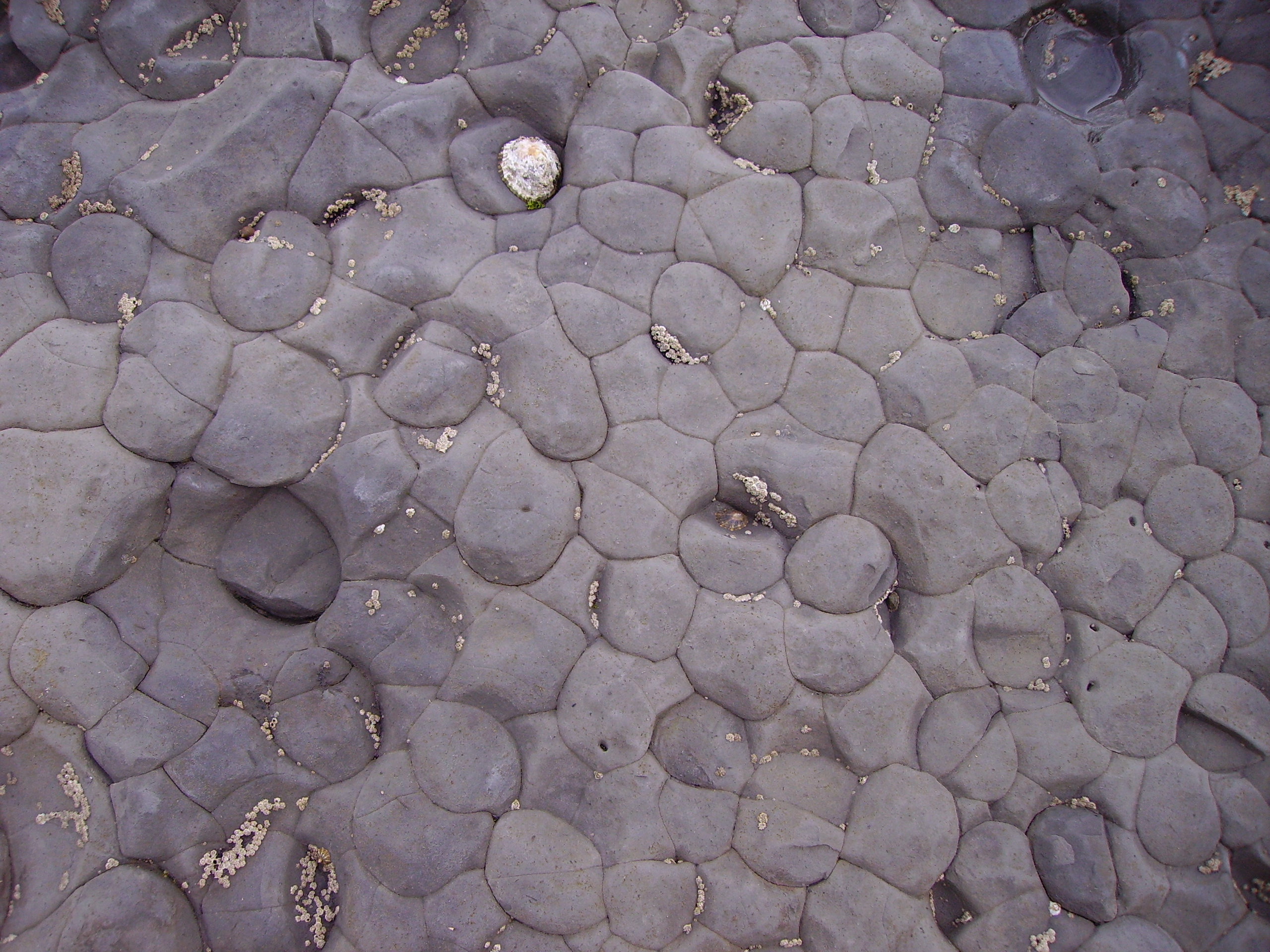

الصخر الطيني هو نوع من الصخور، حجم حبيبات الصخور الرسوبية الأصلية المكونة تكون ناعمة إلى ناعمة جدا. حجم الحبوب هو حتى 0.063 مليمتر (0.0025 بوصة) مع الحبوب الفردية صغيرة جدا يمكن تمييزها بدون مجهر. مع زيادة الضغط على مر الزمن،  معادن الطين قد تصبح متلائمة مع ظهور fissility أو موازية طبقات. هذه الطبقات الناعمة التي يقسم بسهولة إلى طبقات رقيقة تسمى الصخري تختلف عن الصخر الطيني. عدم وجود fissility أو طبقات في الطيني قد يكون إما بسبب النسيج الأصلي أو اضطراب في طبقات من قبل الكائنات الحية تختبئ في الرواسب قبل تحجر الرواسب..الصخور الطينية مثل أحجار الطين والصخر الزيتي نحو 65% من الصخور الرسوبية. الطيني يبدو مثل تصلب الطين ، واعتمادا على الظروف التي تم تشكيلها، قد تظهر تشققات أو تصدعات مثل الشمس الطين المشوي الودائع.
- حجر غريني — أكثر من نصف تكوين الطمي الحجم الجسيمات.
- — أكثر من نصف تكوين الطين الحجم الجسيمات.
- الطيني — تصلب الطين; مزيج من الطمي والطين الحجم الجسيمات. الطيني يمكن أن تشمل:
  - الصخر الزيتي — المعارض التصفيح أو fissility.
  - أرجيليت — له درجة التحول منخفضة .

## كربونات الطيني

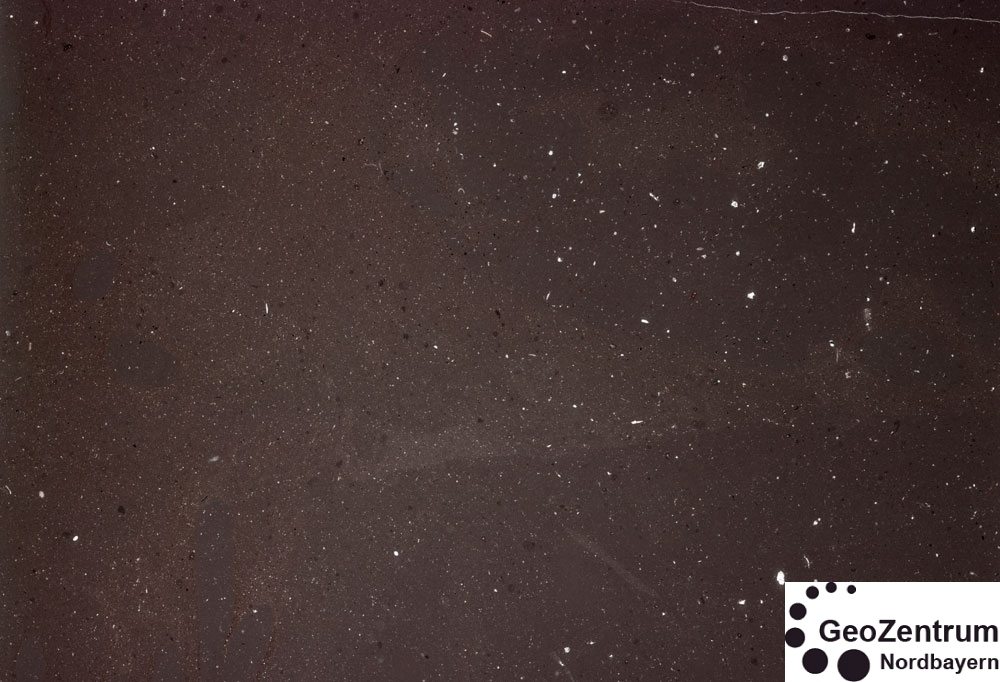
أ الطيني: بعض المكونات الصغيرة في micritic مصفوفة, عرض الصورة 32 ملم

في تصنيف دنهام (دونام 1962) من الحجر الجيري ، الطيني يعرف الطين المدعومة من كربونات الصخور التي تحتوي على أقل من 10% من الحبوب. مؤخرا هذا التعريف قد تم توضيحه كما أنه صخرة ذات كربون مدعوم بالمصفوفة  تتألف من أكثر من 90% كربونات الطين (أقل من 63 ميكرون) مركب.

### تحديد كربونات الطيني

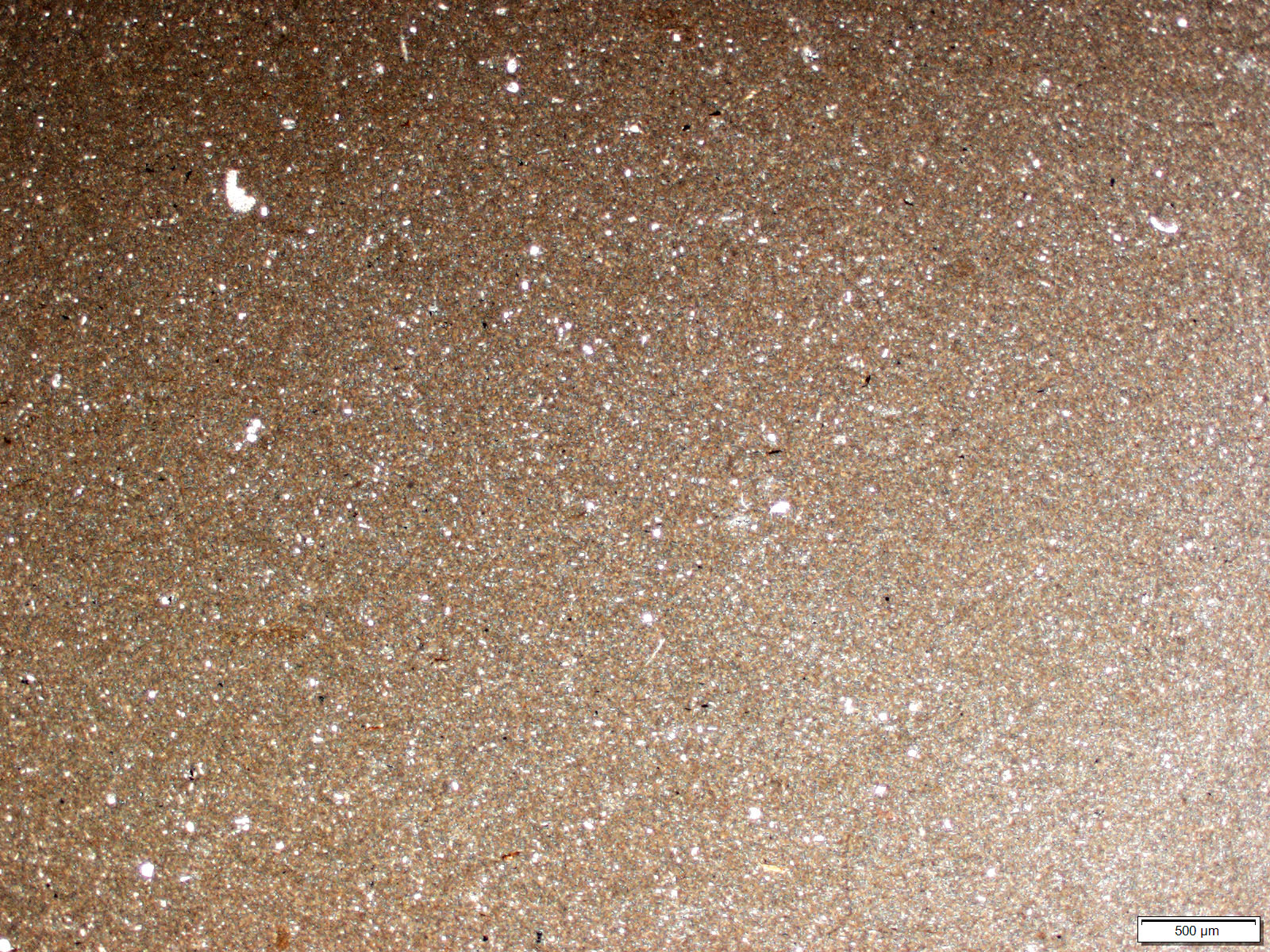

دراسة أجريت مؤخرا من قبل لوكيير والجنيبي (2016) قد أكد أن المشاكل الأكثر شيوعا التي تواجه عندما تصف الطيني هي غير صحيح في تقدير حجم الحبوب في العينة - ونتيجة لذلك، تم تعريف الطيني كما واكستون والعكس صحيح. الأصلي تصنيف دنهام (1962)تعريف المصفوفة على أنها رواسب طينية حجم الرواسب <20 ميكرون في القطر. هذا إعادة التعريف من قبل امبري & كلوفين (1971) إلى حجم الحبوب أقل من أو يساوي 30 ميكرون. رايت (1992) اقترح زيادة الحد العلوي عن حجم المصفوفة لكي يتماشى مع الحد الأعلى للطمي (63 ميكرون).

## الطيني المعادن على سطح المريخ

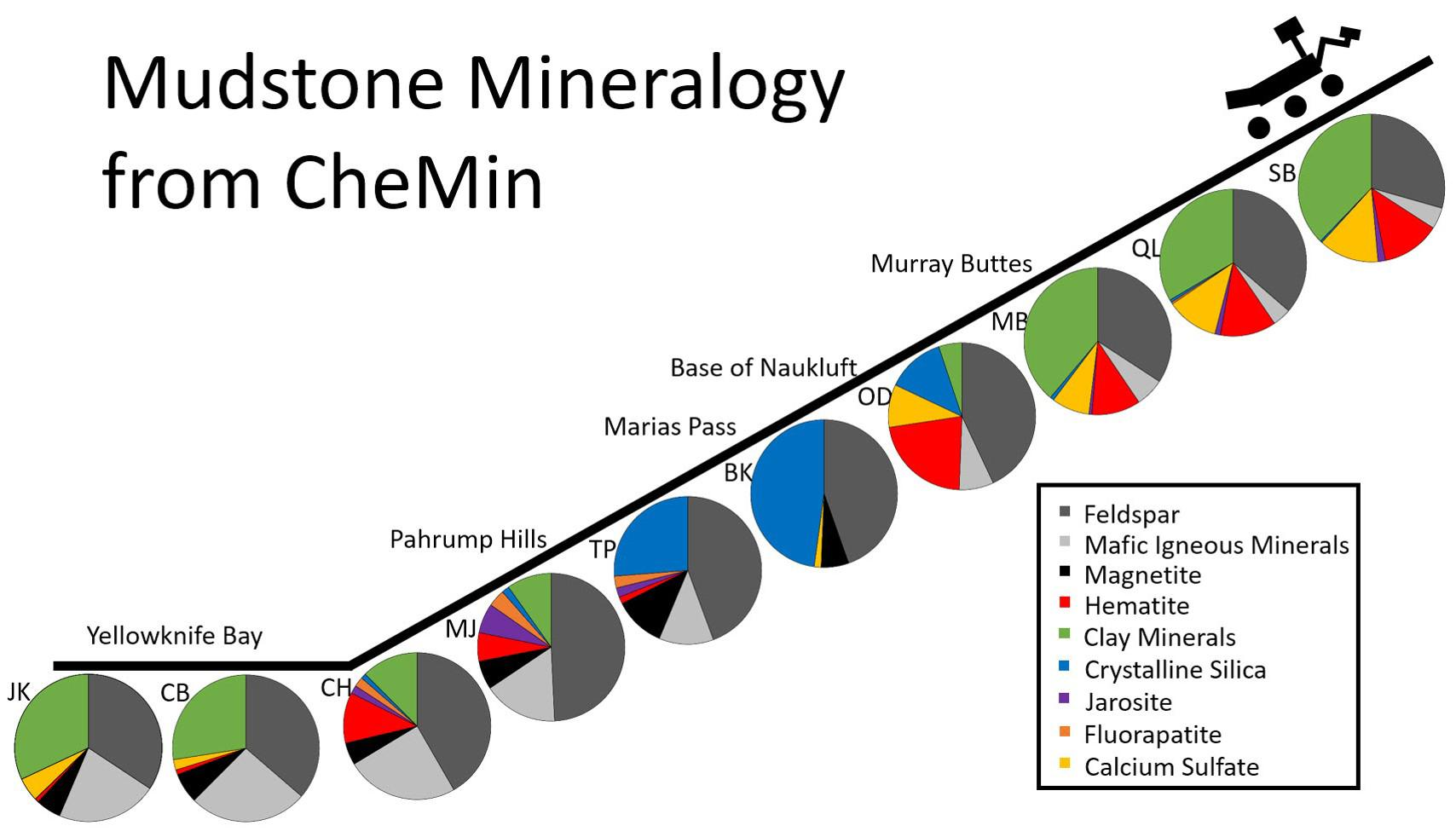

في كانون الأول / ديسمبر 13, 2016, ناسا ذكرت أدلة أخرى تدعم للسكن على كوكب المريخ كما الفضول روفر تسلق أعلى على دراسة الأصغر طبقات، على جبل شارب. كما ذكرت، جدا قابل للذوبان عنصر البورون تم الكشف للمرة الأولى على سطح المريخ. في يونيو / حزيران 2018 ‏ ، وذكرت ناسا أن الفضول كشف الكيروجين والمركبات العضوية المعقدة الأخرى من الصخور الطينية  حوالي 3.5 مليار سنة.

## المزيد أيضا
- الطيني على كوكب المريخ
  - يبعد aeolis المربعه  [لغات أخرى]‏
  - تكوين المريخ
  - الجدول الزمني مختبر علوم المريخ  [لغات أخرى]‏
- Tonstein

1. ↑  Verruijt, Arnold (2018). An Introduction to Soil Mechanics, Theory and Applications of Transport in Porous Media. Springer. ص. 13–14. ISBN:978-3-319-61185-3.
2. ↑  Blatt, H., and R.J. Tracy, 1996, Petrology. New York, New York, W. H. Freeman, 2nd ed, 529 pp. (ردمك 0-7167-2438-3)
3. ↑  Dunham, R.J., 1962. Classification of carbonate rocks according to depositional texture. In: W.E. Ham (Ed.), Classification of Carbonate Rocks. American Association of Petroleum Geologists Memoir. American Association of Petroleum Geologists, Tulsa, Oklahoma, pp. 108-121.
4. ↑  Lokier, Stephen W.; Al Junaibi, Mariam (1 Dec 2016). "The petrographic description of carbonate facies: are we all speaking the same language?". Sedimentology (بالإنجليزية). 63 (7): 1843–1885. DOI:10.1111/sed.12293. ISSN:1365-3091. Archived from the original on 2019-12-09. {{استشهاد بدورية محكمة}}: |archive-date= / |archive-url= timestamp mismatch (help)
5. ↑  Cantillo، Laurie؛ Brown، Dwayne؛ Webster، Guy؛ Agle، DC؛ Tabor، Abigail؛ Mullane، Laura (13 ديسمبر 2016). "Mars Rock-Ingredient Stew Seen as Plus for Habitability". ناسا. مؤرشف من الأصل في 2017-07-10. اطلع عليه بتاريخ 2016-12-14.
6. ↑  Brown، Dwayne؛ Wendel، JoAnna؛ Steigerwald، Bill؛ Jones، Nancy؛ Good، Andrew (7 يونيو 2018). "Release 18-050 - NASA Finds Ancient Organic Material, Mysterious Methane on Mars". ناسا. مؤرشف من الأصل في 2018-06-08. اطلع عليه بتاريخ 2018-06-11.
7. ↑  NASA (7 يونيو 2018). "Ancient Organics Discovered on Mars - video (03:17)". ناسا. مؤرشف من الأصل في 2019-02-14. اطلع عليه بتاريخ 2018-06-11.
8. ↑  Wall، Mike (7 يونيو 2018). "Curiosity Rover Finds Ancient 'Building Blocks for Life' on Mars". Space.com. مؤرشف من الأصل في 2019-03-30. اطلع عليه بتاريخ 2018-06-11.
9. ↑  Chang، Kenneth (7 يونيو 2018). "Life on Mars? Rover's Latest Discovery Puts It 'On the Table' - The identification of organic molecules in rocks on the red planet does not necessarily point to life there, past or present, but does indicate that some of the building blocks were present". نيويورك تايمز. مؤرشف من الأصل في 2019-05-28. اطلع عليه بتاريخ 2018-06-11.
10. ↑  Voosen، Paul (7 يونيو 2018). "NASA rover hits organic pay dirt on Mars". ساينس. مؤرشف من الأصل في 2019-08-18. اطلع عليه بتاريخ 2018-06-11.
11. ↑  ten Kate، Inge Loes (8 يونيو 2018). "Organic molecules on Mars". ساينس. ج. 360 ع. 6393: 1068–1069. DOI:10.1126/science.aat2662. مؤرشف من الأصل في 2019-07-25. اطلع عليه بتاريخ 2018-06-11.
12. ↑  Webster, Christopher R.؛ وآخرون (8 يونيو 2018). "Background levels of methane in Mars' atmosphere show strong seasonal variations". ساينس. ج. 360 ع. 6393: 1093–1096. DOI:10.1126/science.aaaq0131. مؤرشف من الأصل في 2019-09-25. اطلع عليه بتاريخ 2018-06-11. {{استشهاد بدورية محكمة}}: Explicit use of et al. in: |مؤلف= (مساعدة)CS1 maint: Explicit use of et al. (link)
13. ↑  Eigenbrode, Jennifer L.؛ وآخرون (8 يونيو 2018). "Organic matter preserved in 3-billion-year-old mudstones at Gale crater, Mars". ساينس. ج. 360 ع. 6393: 1096–1101. DOI:10.1126/science.aaas9185. مؤرشف من الأصل في 2019-10-07. اطلع عليه بتاريخ 2018-06-11. {{استشهاد بدورية محكمة}}: Explicit use of et al. in: |مؤلف= (مساعدة)CS1 maint: Explicit use of et al. (link)